# Andrea Alessi
Andrea Alessi (alb. Andrea Aleksi, chorw. Andrija Aleši, ur. 1425 w Durazzo, zm. 1504 w Spalato (Splicie)) – włoski rzeźbiarz i architekt pochodzenia albańskiego, zakonnik. Współpracował z rzeźbiarzem Niccoló Fiorentino.

## Życiorys
W latach 1435–1443 pracował w zakładzie kamieniarskim w Zarze.
W roku 1448 założył własny warsztat rzeźbiarski w Szybeniku. Prawdopodobnie pracował następnie w ratuszu w Spalato; w 1451 roku burmistz Splitu przekazał Alessiemu ziemię pod budowę domu.
W 1454 zbudował kaplicę, która nie przetrwała do dzisiejszych czasów. W tym roku również wybudował loggię w Ankonie.
W 1466 roku przeniósł się do Traù, gdzie następnego roku ukończył budowę lokalnego baptysterium, a w latach 1468-1472 wytworzył liczne rzeźby i płaskorzeźby w Katedrze w Trogirze. W 1472 roku wrócił do Spalato, co potwierdzają dokumenty z lat 70. i 90. XV w.; tam Alessi odrestaurował dzwonnicę lokalnej katedry. W 1473 roku podjął się budowy fasady Klasztoru św. Marii na wyspie San Nicola (Wyspy Tremiti).

## Upamiętnienia
Z okazji 500. rocznicy śmierci Andrei Alessiego, w 2004 roku chorwacka poczta wydała 300 tys. znaczków pocztowych z jego wizerunkiem.